# Haiti 1971
Haiti 1971 er en dansk dokumentarfilm fra 1972 med instruktion og manuskript af Ib Makwarth.

## Handling
Filmen registrerer nøgternt forholdene på Haiti i 1971, og lader den lille overklasse afsløre sig selv.